# Змія в тіні орла
Змія в тіні орла (кит.: 蛇形刁手, англ. Snake in the Eagle's Shadow) — гонконгський фільм, з Джекі Чаном у головній ролі. Один з перших фільмів, що прославив Джекі Чана. Кінофільм вийшов на екрани в 1978 році.

## Сюжет
Ми бачимо Китай часів правління династії Цин. Бідний сирота по імені Чієн Фу зовсім випадково рятує майстра кунг-фу Пай Чен-Ченю життя. Майстер - останній залишився в живих представник школи Зміїного Кулака, що була знищена кланом Орлиного кігтя. У подяку майстер бере юнака до себе в учні, щоб передати йому свої секрети. Учень виявляється талановитим, він навіть створює власний стиль! Хлопець зможе його використовувати, коли орда адептів Орлиного кігтя виявлять Пай Чень-Ченя і з'являться його вбити.

## У ролях
- Джекі Чан — Чен Фу
- Хванг Джанг Лі — Санг Кван-Їн
- Єн Сі ТІн — Паі Чанг-тін
- Дін Шек — Вчитель Лі